# Google Street View
Google Street View es una prestación de Google Maps y de Google Earth que proporciona panorámicas a pie de calle (360 grados de movimiento horizontal y 290 grados de movimiento vertical), permitiendo al usuario «callejear» virtualmente por partes de las ciudades seleccionadas y sus áreas metropolitanas circundantes, así como por otros entornos.
Se introdujo, en primer lugar, en los Estados Unidos el día 25 de mayo de 2007. Cuando se lanzó el servicio, sólo estaban incluidas cinco ciudades estadounidenses. Desde entonces se ha expandido a 31 países europeos, 10 iberoamericanos, 17 asiáticos, 5 africanos y la Antártida.
Se puede navegar a través de estas imágenes utilizando los cursores del teclado o usando el ratón. En mayo de 2009 se introdujo una novedad de navegación en la aplicación, basada en los datos proporcionados por la tecnología láser, que permite una navegación más rápida a lo largo del recorrido.
Para tomar las fotografías se tienen en cuenta el tiempo atmosférico y la hora; de esa manera se obtienen fotografías parejas.
Todas las fotografías se modifican antes de su publicación final, difuminando caras y matrículas, debido a las políticas de privacidad internas de los diferentes países en los que el servicio está presente.
El 21 de marzo de 2024 la app de Google Street View se elimina en la App store y Google Play tras decisiones de Google sobre unificar de sus apps de su catálogo. Para poder publicar videos en 360°, se debe utilizar la página de Street View Studio; y para ver imágenes de Google Street View o subir fotos esféricas en 360°, se debe usar Google Maps.

## Inicios y desarrollo por país
Google Street View fue lanzado el 25 de mayo del 2007 en Estados Unidos. Las primeras imágenes de Europa se publicaron el 2 de julio de 2008 con el recorrido del Tour de Francia.

## Características agregadas desde su inicio
-Desde diciembre de 2007 se utilizan imágenes que corresponden exclusivamente a Google. Google, en un principio, usó imágenes de la compañía Immersive Media en sus propios vehículos.
-Desde el 2 de junio de 2008 se inicia la actualización de difuminación de rostros y matrículas, en las fotografías de alta resolución utilizadas en algunas ciudades estadounidenses y en el mundo.
-El 26 de noviembre de 2008 se suprimieron en Google Maps el botón de Street View y el icono de cámara. En vez de pulsar en el botón Street View se puede arrastrar un muñeco amarillo (denominado Pegman) en la esquina superior izquierda de la pantalla. Arrastrando el muñeco sobre el mapa, aparecerán las áreas cubiertas por Street View con líneas de color azul. Una vez sobre una de esas líneas, sólo hay que soltar al muñeco.
-El 9 de febrero de 2010 se estrenó en Canadá, con motivo de las Olimpiadas de Invierno, el recorrido de las pistas de nieve, fotografiadas con una moto de nieve con las cámaras de Google Street View.
-El día 15 de junio de 2010 se agregó en la sección Street View, la posibilidad de ver fotografías de Panoramio alrededor del mundo, con la posibilidad de ver fotos y enlazarlas como si estuviesen tomadas desde las cámaras de Google.
-A partir de la publicación de la versión 6 de Google Earth, el método para navegar en Street View pasa a ser idéntico al de Google Maps, que implica arrastrar el muñequito amarillo (Pegman) hacia el lugar deseado.

## Países y territorios con el servicio de Google Street View
El servicio de Google Street View actualmente está presente en los siguientes países:
| País/Territorio                        | Fecha de adhesión        |
| -------------------------------------- | ------------------------ |
| Åland                                  | 1 de octubre de 2010     |
| Albania                                | 10 de noviembre de 2016  |
| Alemania                               | 2 de noviembre de 2010   |
| Andorra                                | 25 de septiembre de 2012 |
| Argentina                              | 25 de septiembre de 2014 |
| Antártida                              | 30 de septiembre de 2010 |
| Australia                              | 4 de agosto de 2008      |
| Austria                                | 3 de abril de 2012       |
| Bangladés                              | 21 de enero de 2015      |
| Brasil                                 | 30 de septiembre de 2010 |
| Bélgica                                | 22 de noviembre de 2011  |
| Bermudas                               | 14 de mayo de 2015       |
| Bielorrusia*                           | 14 de noviembre de 2015  |
| Bolivia                                | 12 de noviembre de 2015  |
| Botsuana                               | 27 de noviembre de 2012  |
| Bulgaria                               | 6 de marzo de 2013       |
| Bután                                  | 23 de octubre de 2014    |
| Camboya                                | 31 de marzo de 2014      |
| Canadá                                 | 7 de octubre de 2008     |
| Chile                                  | 12 de enero de 2012      |
| China*                                 | 1 de agosto de 2013      |
| Colombia                               | 3 de septiembre de 2012  |
| Corea del Sur                          | 24 de enero de 2012      |
| Croacia                                | 25 de septiembre de 2012 |
| Curazao                                | 4 de junio de 2015       |
| Dinamarca                              | 21 de enero de 2010      |
| Ecuador                                | 12 de septiembre de 2013 |
| Eslovaquia                             | 30 de octubre de 2012    |
| Eslovenia                              | 29 de enero de 2014      |
| España                                 | 27 de octubre de 2008    |
| Estados Unidos                         | 25 de mayo de 2007       |
| Estonia                                | 14 de mayo de 2012       |
| Emiratos Árabes Unidos                 | 3 de octubre de 2014     |
| Islas Malvinas                         | 1 de octubre de 2014     |
| Finlandia                              | 9 de febrero de 2010     |
| Filipinas                              | 16 de septiembre de 2015 |
| Francia                                | 2 de julio de 2008       |
| Gibraltar                              | 14 de diciembre de 2012  |
| Grecia                                 | 3 de abril de 2012       |
| Groenlandia                            | 18 de febrero de 2015    |
| Guadalupe                              | 4 de junio de 2015       |
| Guam                                   | 1 de septiembre de 2014  |
| Guatemala                              | 25 de abril de 2017      |
| Hong Kong                              | 11 de marzo de 2010      |
| Hungría                                | 22 de abril de 2013      |
| India                                  | 3 de abril de 2012       |
| Indonesia                              | 21 de agosto de 2014     |
| Irak*                                  | 16 de agosto de 2011     |
| Irlanda                                | 30 de septiembre de 2010 |
| Islandia                               | 10 de octubre de 2013    |
| Isla de Man                            | 1 de junio de 2011       |
| Islas Cook*                            | 4 de junio de 2015       |
| Islas Vírgenes de los Estados Unidos   | 1 de septiembre de 2016  |
| Israel                                 | 2 de abril de 2012       |
| Italia                                 | 29 de octubre de 2008    |
| Japón                                  | 4 de agosto de 2008      |
| Jersey                                 | 1 de junio de 2011       |
| Jordania                               | 22 de noviembre de 2015  |
| Kenia                                  | 15 de septiembre de 2015 |
| Kirguistán                             | 5 de mayo de 2016        |
| Kosovo*                                | 29 de octubre de 2015    |
| Laos                                   | 14 de julio de 2015      |
| Lesoto                                 | 22 de abril de 2013      |
| Letonia                                | 14 de mayo de 2012       |
| Lituania                               | 30 de enero de 2013      |
| Macao                                  | 11 de marzo de 2010      |
| Macedonia                              | 8 de octubre de 2015     |
| Madagascar*                            | 6 de mayo de 2015        |
| Malasia                                | 27 de agosto de 2013     |
| Islas Marianas del Norte               | 1 de septiembre de 2014  |
| Martinica*                             | 11 de diciembre de 2013  |
| México                                 | 1 de junio de 2007       |
| Mónaco                                 | 8 de julio de 2011       |
| Montenegro                             | 10 de noviembre de 2016  |
| Mongolia                               | 21 de octubre de 2014    |
| Nepal*                                 | 18 de marzo de 2013      |
| Noruega                                | 9 de febrero de 2010     |
| Nueva Zelanda                          | 1 de diciembre de 2008   |
| Países Bajos                           | 18 de marzo de 2009      |
| Panamá                                 | 18 de octubre de 2023    |
| Perú                                   | 14 de agosto de 2013     |
| Catar*                                 | 3 de abril de 2012       |
| Polonia                                | 21 de febrero de 2012    |
| Portugal                               | 18 de agosto de 2009     |
| Puerto Rico                            | 13 de diciembre de 2016  |
| Reino Unido                            | 18 de marzo de 2009      |
| República Checa                        | 7 de octubre de 2009     |
| República Dominicana                   | 21 de diciembre de 2018  |
| Reunión                                | 25 de febrero de 2016    |
| Rumanía                                | 8 de diciembre de 2010   |
| Rusia                                  | 1 de febrero de 2011     |
| Samoa Americana                        | 14 de mayo de 2015       |
| San Marino                             | 1 de junio de 2012       |
| Serbia                                 | 23 de julio de 2014      |
| Singapur                               | 2 de diciembre de 2009   |
| Sri Lanka                              | 21 de marzo de 2016      |
| Sudáfrica                              | 7 de junio de 2010       |
| Suecia                                 | 21 de enero de 2010      |
| Suiza                                  | 18 de agosto de 2009     |
| Suazilandia                            | 25 de septiembre de 2013 |
| Tailandia                              | 21 de marzo de 2012      |
| Taiwán                                 | 18 de agosto de 2009     |
| Tanzania                               | 18 de marzo de 2013      |
| Territorio Británico del Océano Índico | 1 de diciembre de 2013   |
| Timor Oriental                         | 4 de junio de 2015       |
| Túnez                                  | 7 de septiembre de 2016  |
| Turcas y Caicos                        | 4 de junio de 2015       |
| Turquía                                | 16 de mayo de 2014       |
| Ucrania                                | 19 de abril de 2012      |
| Uganda                                 | 8 de octubre de 2015     |
| Uruguay                                | 28 de noviembre de 2015  |
| Vietnam                                | 13 de diciembre de 2020  |

* Sólo disponible ciertos sitios turísticos

## Tecnología

### Cámaras

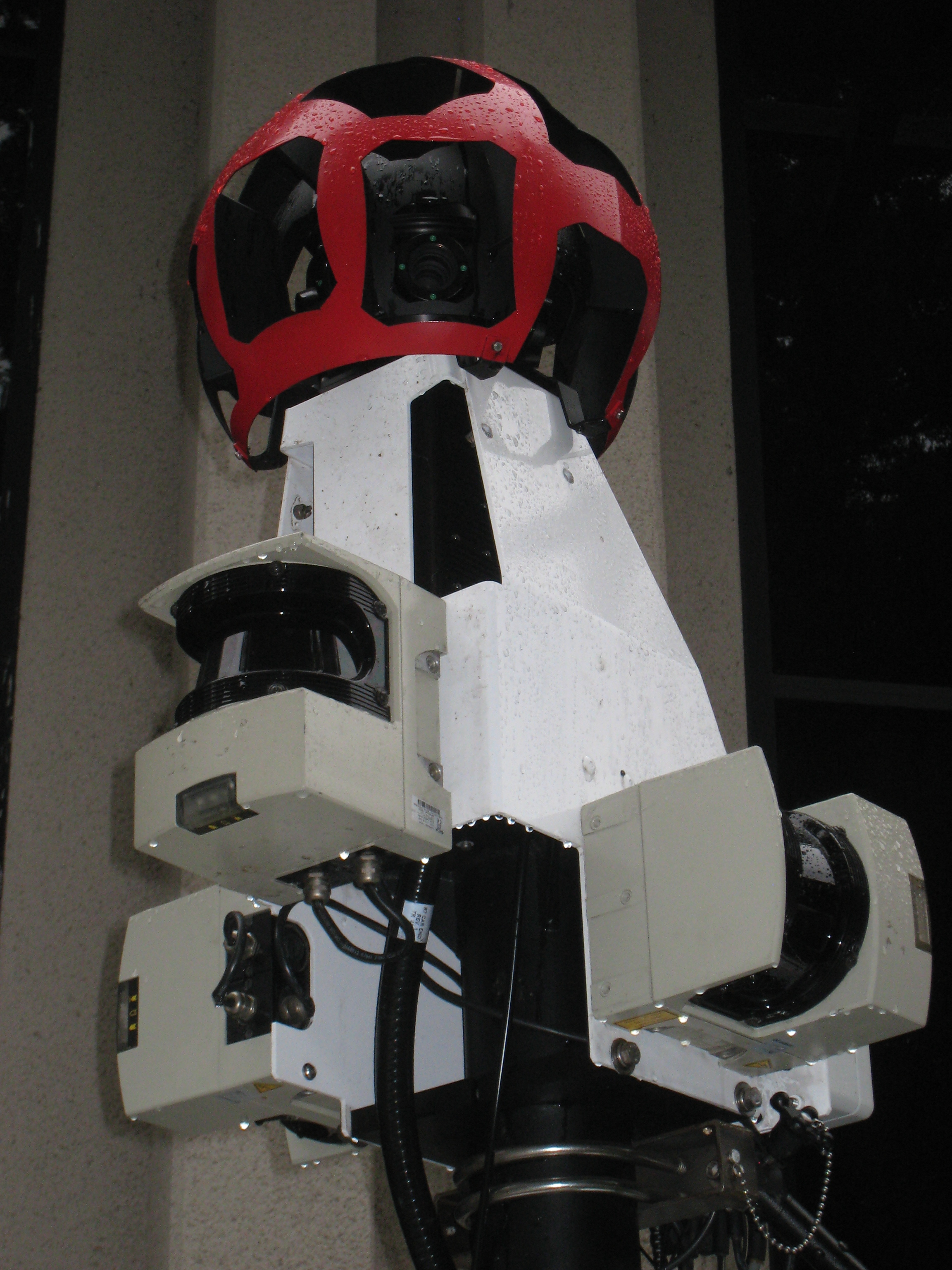
Cámara de la cuarta generación en el campus de Google.

Google Street View muestra fotografías tomadas desde las 9 cámaras montadas sobre una flota de automóviles y se muestran sobre las imágenes de fondo previamente tomadas desde satélite que componen los mapas de Google.
Desde el lanzamiento del servicio, Google ha utilizado 4 tipos diferentes de cámaras montadas. Las primeras 3 generaciones de cámaras tomaban imágenes de baja calidad, y fueron utilizadas solo en recorridos de Australia, Estados Unidos, Nueva Zelanda y Japón, además de en la primera introducción en Europa, cubriendo el recorrido del Tour de Francia. La cuarta generación de cámaras corresponde a cámaras con capacidad de tomar imágenes en alta definición, siendo su calidad mucho mayor a las que se utilizaban antes, si bien pierden calidad en las secciones superiores e inferiores de las imágenes. Con estas cámaras se han ido reemplazando, progresivamente, las imágenes en baja definición en los países mencionados con anterioridad. Estas cámaras, al igual que las más actuales (quinta generación), constan también de sistemas de medición LIDAR, que obtienen datos de medición de distancias a 50 metros y 180° frontales, para reconocimiento del entorno.
Además de los automóviles, los triciclos y motos de nieve utilizan desde su puesta en servicio únicamente cámaras de alta definición.

### Triciclos

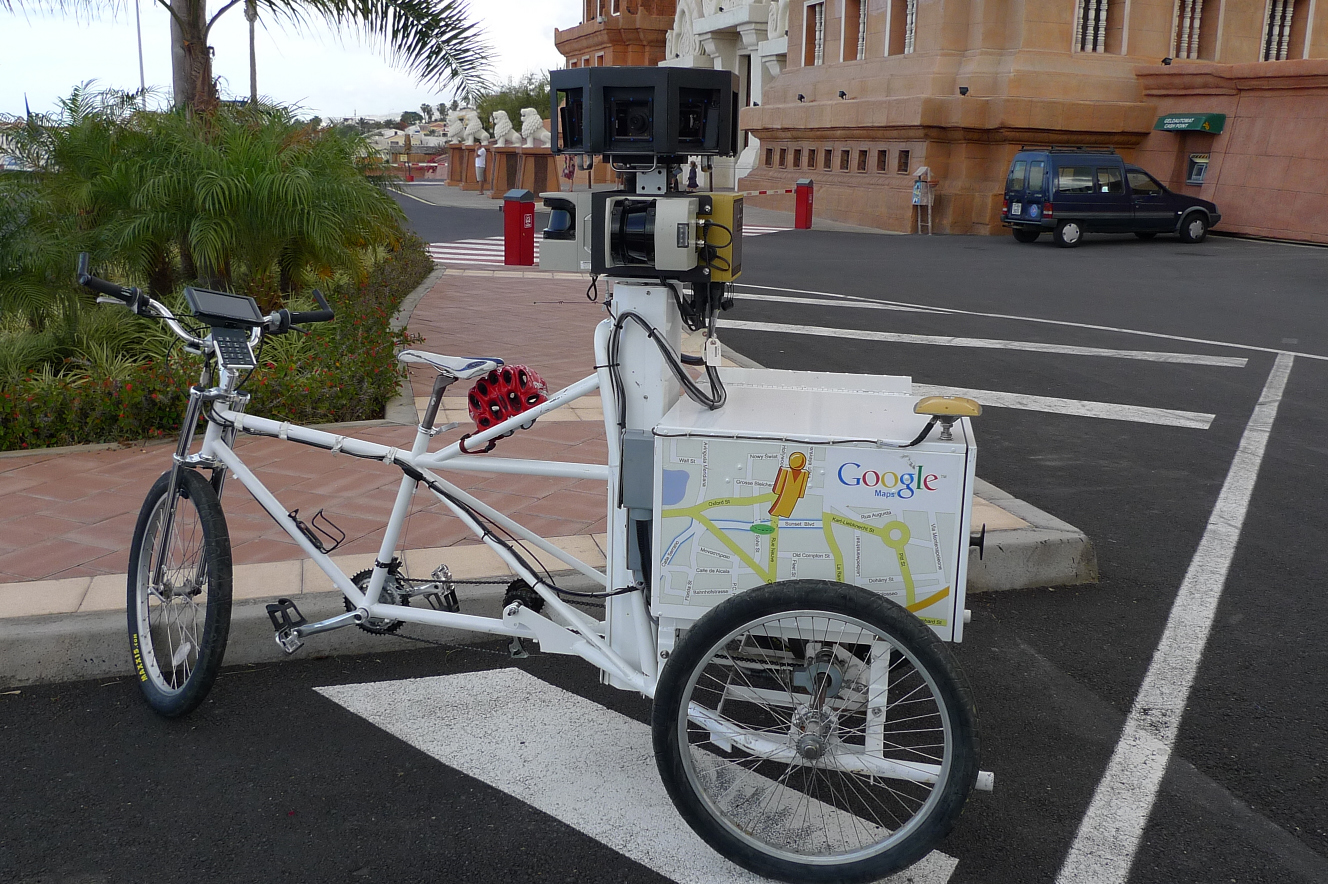
Triciclo, Google Trike estacionado en Siam Park.

Al igual que los automóviles, las bicicletas constan de los mismos sistemas de fotografiado en 360°, y todas las fotos que toman son en alta calidad. Desde el segundo trimestre de 2009, Google utiliza triciclos para recoger imágenes de zonas inaccesibles para vehículos, tales como grandes parques, campus universitarios y centros históricos de las ciudades, cuyas calles son, en su mayor parte, peatonales.
Estos triciclos se encuentran fotografiando gran parte de Europa y América del Norte (y ciertos puntos de Asia y América del Sur) desde 2010.
Además del Google Trike, Google ha utilizado otros vehículos y elementos para fotografiar lugares, como es el caso de la moto de nieve para las pistas de esquí de los Juegos Olímpicos de Canadá de Invierno 2010, así como trípodes para capturar imágenes en la Antártida y en los museos asociados a Google Art Project.

## Perspectivas del futuro

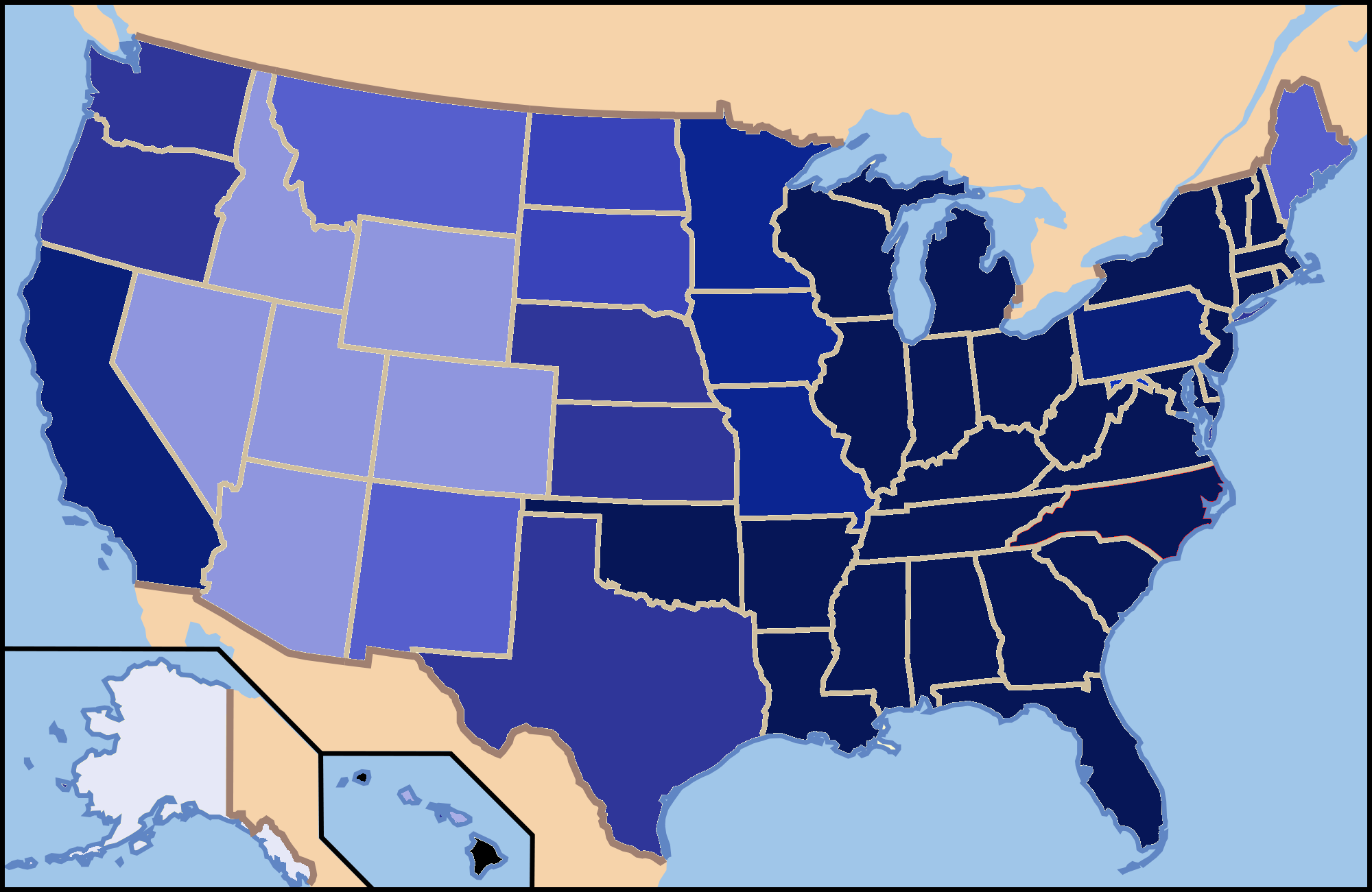
Cobertura de Google Street View en los Estados Unidos. En él se observan los distintos niveles de cobertura en cada estado de la unión, representando una cantidad menor o mayor mediante colores claros y oscuros respectivamente. Se destacan los estados de la costa este y California por tener una mayor cobertura.

La meta especificada por Google es la de fotografiar la mayor parte del planeta, en la medida de lo posible. En el futuro cercano, se planea la inclusión de las principales ciudades de los países de Europa occidental, septentrional y central. Además, la cobertura se extiende a varios estados de Asia oriental. 
La página oficial de Street View revela una lista de localizaciones que se actualiza regularmente, especificando países y ciudades en los que se está circulando.

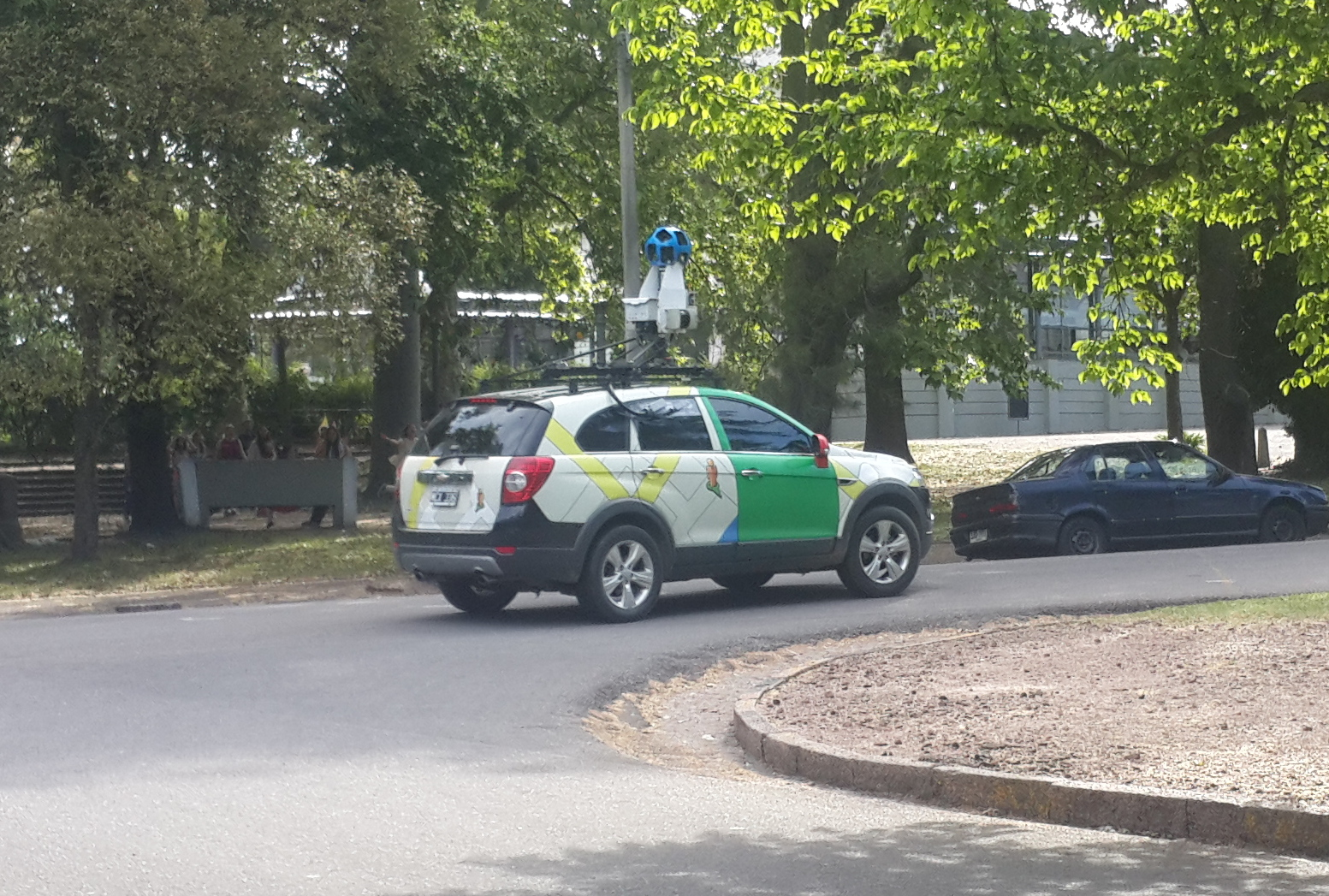
Una camioneta Chevrolet Captiva de Google Street View fotografiando un área del Prado en Montevideo, Uruguay.

En América Latina, México y Brasil fueron los primeros países con Street View, siguiéndolos Chile, lugar donde el servicio entró en funcionamiento el día 25 de septiembre de 2012. A estos países les siguió Perú, donde empezaron a tomar las imágenes en diciembre del 2012 y se encuentran disponibles desde el 14 de agosto de 2013; Luego Colombia, donde se inició este proyecto en junio de 2012, entrando en servicio el 3 de septiembre de 2013. Aunque se empezó a tomar las imágenes de las calles de las ciudades de Colombia antes que en Perú, en Perú estuvieron disponibles más temprano debido a que la exposición en Colombia fue más detallada y profunda. A partir del 25 de septiembre de 2014 se suma Argentina, donde se comenzaron a tomar las imágenes el 2 de octubre de 2013.
En noviembre de 2015 se sumaron Bolivia, Ecuador y Uruguay. En 2016 aparecieron en Colombia los primeros Google Street View Trusted Photographers. Son fotógrafos independientes, no empleados por Google, pero que cumplen los requisitos de calidad para formar parte de los equipos de Google Street View para realizar visitas virtuales Google de locales comerciales.
La aplicación Street View está disponible en dispositivos móviles y portátiles Android, y es parte del programa Google Maps, preinstalado en T-Mobile G1. El 21 de noviembre de 2008, Street View se agregó entre las nuevas funciones de los iPhone de Apple.
Los vehículos de Street View comenzaron, en un principio, a recoger sus primeras imágenes mediante cámaras de baja resolución, en colaboración con Immersive Media. Estas imágenes en baja resolución son mayoritarias en los Estados Unidos, y ocupan la totalidad de Australia y Nueva Zelanda. Sin embargo, las nuevas cámaras de alta resolución (pertenecientes exclusivamente a Google), que son las utilizadas desde el principio en Europa, serán usadas para reescanear por completo los Estados Unidos, Japón y Nueva Zelanda. Estas cámaras están equipadas con tecnología láser SICK. Estos dispositivos se usan para generar datos tridimensionales de forma automática, a medida que se capturan las fotografías.
Es posible utilizar el Servicio para la protección del medio ambiente y la detección remota de vertederos no autorizados de residuos sólidos municipales, de construcción y de otro tipo. En un estudio realizado en tres regiones de la Federación de Rusia, se detectaron 29 vertederos no autorizados que contaminaron más de 449 m2 de Suelo mediante el análisis de imágenes panorámicas. La eficiencia del método de detección de vertederos mediante el análisis de imágenes panorámicas fue de 81.81% a 90%.

| Cobertura de Google Street view Países y dependencias con cobertura mayormente completa Países y dependencias con cobertura parcial Países y dependencias con cobertura total o parcial prevista (oficial) Países y dependencias con cobertura total o parcial prevista (no oficial) Países y dependencias con imágenes de museos parques o monumentos solamente Países y dependencias sin cobertura actual o prevista |

| Europa               | Asia  |
| -------------------- | ----- |
| Guernsey             | India |
| Montenegro           |       |
| Bosnia y Herzegovina |       |

## Derechos de privacidad

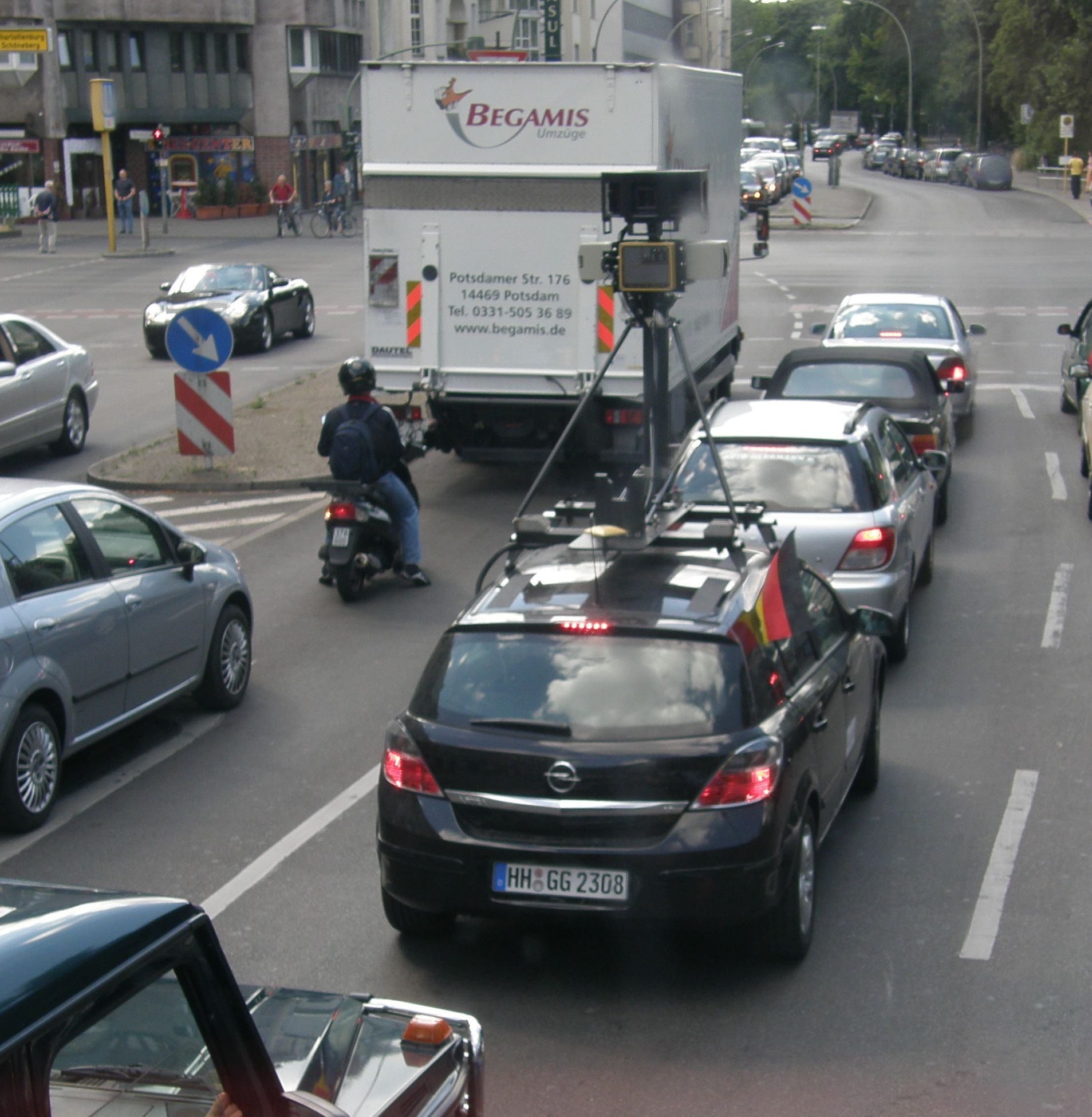
Automóvil de Google Street View fotografiando una ciudad alemana. En este país se debatió desde distintos puntos de vista la legalidad de este tipo de servicios.

Un abogado opinó que está aplicación a pesar de ocultar los rostros muestra otras partes corporales que identifican a la persona como el tatuaje. Google mantiene que todas las imágenes se obtienen de una propiedad pública (la calle). Antes de lanzarse este servicio, Google eliminó las imágenes que representasen violencia doméstica, y permite a los usuarios pedir la eliminación de las fotografías que muestren actos o situaciones no deseadas o indebidas.
En Europa, la introducción del servicio Street View en ciertos países podría no ser legal. Como las leyes entre países varían, muchos no permiten la revelación de imágenes inconsentidas de personas o zonas para su exhibición pública. Prueba de ello es la restricción que estuvo vigente durante más de una década en Alemania sobre este servicio.
Uno de los remedios que Google ha aplicado es la difuminación de rostros y matrículas de vehículos. 2008 Sin embargo, esta aplicación aún no es perfecta, y en muchas ocasiones aparecen algunas matrículas y algunos rostros revelados. Al mismo tiempo, el programa confunde algunos elementos de la fotografía (aceras, buzones, carteles de dirección…) con rostros y matrículas, por lo que también son difuminados.
Incluso, en el caso de algunas localidades de varios países sudamericanos, se difuminan por error grafitis poéticos del movimiento literario y artístico "Acción poética".

## API Street View
Actualmente, Google Street View, tiene un API gratuito en el que se pueden insertar visiones de html y actionscript en una página web personal o de otra empresa, con el resultado de poder ver el Street View con unas dimensiones personalizadas y con el contexto deseado por cada usuario.